# Estrada de Ferro Elétrica Votorantim
A Estrada de Ferro Elétrica Votorantim (EFEV), inicialmente chamada de Estrada de Ferro Votorantim, foi uma pequena ferrovia paulista, em bitola métrica e eletrificada, com cerca de treze quilômetros, que durante o século XX, serviu o transporte de cargas da Fábrica de Tecidos Votorantim e de passageiros na região de Votorantim, antigo distrito de Sorocaba.

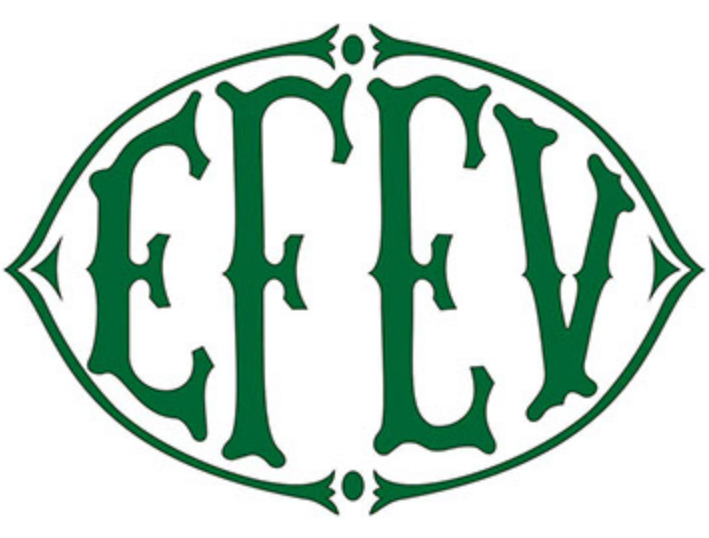
Logotipo da Estrada de Ferro Elétrica Votorantim

## História

### Fundação
Em meados da década de 1850, o Banco União de São Paulo se propôs a construir a Fábrica de Tecidos Votorantim, na então vila de Votorantim, em Sorocaba e investiram também, na construção de toda a infraestrutura para dar suporte ao empreendimento.
No final do seculo XIX, a facilidade para a circulação de mercadorias que a ferrovia proporcionava, logo chamou a atenção dos administradores da Fábrica que pretendiam facilitar tanto o escoamento de sua produção como o recebimento de matéria prima. Decidiram então construir um ramal ferroviário e por volta de 1890, conseguiram uma concessão municipal para a construção de um ramal ferroviário entre Sorocaba e a vila Votorantim.
Em 1892, foi construída a ferrovia chamada Estrada de Ferro Votorantim, que se iniciava na linha tronco da Estrada de Ferro Sorocabana e seguia pela margem do Rio Sorocaba em direção a vila de Votorantim, a aproximadamente sete quilômetros ao sul.
A via operava com tração a vapor e bitola de 60 cm, o que barateou sua construção, mas impedia o tráfego mútuo com a E.F. Sorocabana. Mesmo assim a facilidade de escoamento proporcionada pela ferrovia trouxe grande prosperidade às Fábricas Votorantim. Inicialmente ela foi usada para o transporte de máquinas e de matéria-prima para a fábrica de tecidos.
Em 1894, a ferrovia ganhou mais 6,43 quilômetros, passando pela pedreira de Baltar, em Santa Helena, e indo até Itupararanga, onde a São Paulo Electric, subsidiária da Light and Power, construiu uma usina hidrelétrica no Rio Sorocaba.
Em 1906, a estrada de ferro passa a transportar passageiros e funcionários entre a Estação de Sorocaba e a vila de Votorantim. A ferrovia era gerenciada por Calisto de Paula Souza, que mais tarde tornou-se "inspetor geral" da Sorocabana.

### Eletrificação
Em 1918, com a aquisição da massa falida do Banco União, além da Fábrica de Tecidos Votorantim, Antônio Pereira Inácio adquiriu a Estrada de Ferro Votorantim.
Em 20 de Novembro de 1922, foi inaugurada a ampliação da Estação de Sorocaba, ponto de partida da linha de bondes. A inauguração em  20 de novembro de 1922, contou com ilustres participantes, entre eles o então presidente do Estado de São Paulo, Washington Luís. Neste evento, a estação da EFV em Sorocaba, recebeu o nome de Estação Paula Souza, em homenagem a Calisto de Paula Souza.
Com o objetivo de facilitar a produção e aumentar o escoamento de produtos da fábrica, Antônio Pereira Inácio alterou o tamanho da bitola dos trilhos para bitola métrica e eletrificou os sete primeiros quilômetros de linha, inaugurados em 3 de Fevereiro de 1923. A partir de então, a linha passa a ser chamada Estrada de Ferro Elétrica Votorantim (EFEV), sendo a segunda linha férrea a ser eletrificada no Estado de São Paulo.
Em 1924, Antônio Pereira Inácio inaugurou um trecho da estrada de ferro ligando a fábrica de tecidos à sua chácara, chamada Santa Helena. Os trilhos chegavam até o jardim da casa e Antônio Pereira Inácio utilizava um pequeno auto de linha para seu deslocamento.
Em 1928, os 6,43 quilômetros restantes também mudaram para bitola métrica e foram eletrificados, chegando até pedreira de Baltar.
Em 1935, a implantação da fábrica de cimento Votoran, próximo a pedreira de Baltar, em Santa Helena, contribuiu decisivamente para a quantidade de carga nela transportada. A ferrovia passou a ser utilizada para o transporte de calcário até a fábrica de cimento, e para o escoamento da produção de cimento para outras regiões.
Durante a década de 1930, a E.F. Elétrica Votorantim recebeu mais um bonde e vários carros-reboque, provenientes do sistema de bondes de Piraju. Os bondes eram utilizados por pessoas que trabalhavam no distrito industrial de Votorantim, principalmente funcionários da Fábrica de Tecidos. A linha férrea foi um importante fator para o progresso e desenvolvimento entre as cidades de Sorocaba e Votorantim, propiciando a formação de bairros, vilas e comércio.
Até a década de 1950, as ferrovias se consolidaram como o principal meio de transporte de passageiros e de carga no Estado de São Paulo, mas com o crescimento da política que priorizava o transporte automotivo, as ferrovias tiveram seu período de glória abalado. Em 22 de agosto de 1966, a EFEV deixou de transportar passageiros.
A tração elétrica foi usada até 1986, quando uma colisão entre a última locomotiva elétrica e outra máquina da FEPASA, determinou seu fim. Este incidente motivou a supressão total da eletrificação na E.F. Elétrica Votorantim, cuja rede aérea foi retirada logo a seguir. Um bonde e uma locomotiva elétrica foram reformados e estão sendo expostos nos terrenos de Santa Helena, na Votorantim.
A linha férrea continuou com o transporte de cargas, utilizando locomotivas diesel-elétrico da FEPASA, até ser definitivamente desativada, em 1998.

### Trem marmiteiro
Na EFEV havia também o “trem marmiteiro”, composição que levava um vagão carregado com o almoço dos funcionários das fábricas da Votorantim – Tecidos, Votocel e Santa Helena. O trem ia parando nas estações e as pessoas embarcavam cestas com a marmita metálica e uma plaquinha indicando o nome do funcionário e fábrica. A curiosa prática durou até a década de 1970.

### Preservação
Atualmente, a via é mantida pela Oscip Movimento de Preservação Ferroviária do Trecho Sorocabana - (MPF-Sorocabana), voltada para a preservação histórica da Estrada de Ferro Sorocabana (EFS) e a Estrada de Ferro Elétrica Votorantim (EFEV), que promove eventos relacionados ao tema e trabalha para a implantação do Centro de Memória Ferroviária Estação Paula Souza nas dependências da Estação Paula Souza, e do Trem dos Operários, passeio turístico entre Sorocaba e Votorantim utilizando as locomotivas de seu acervo.